# Krivaja Pustara
Krivaja Pustara – wieś w Chorwacji, w żupanii virowiticko-podrawskiej, w gminie Crnac. W 2011 roku liczyła 3 mieszkańców.